# Malpartida de la Serena
Malpartida de la Serena (extremadurai nyelven Malpartía dela Serena) település Spanyolországban, Badajoz tartományban. Malpartida de la Serena Castuera, Esparragosa de la Serena, Zalamea de la Serena és Quintana de la Serena községekkel határos. Lakosainak száma 518 fő (2024).

## Népesség
A település népessége az utóbbi években az alábbiak szerint változott:
| Lakosok száma | 779  | 736  | 700  | 662  | 643  | 610  | 593  | 556  | 536  | 518  |
|               | 2001 | 2004 | 2006 | 2009 | 2011 | 2014 | 2016 | 2019 | 2021 | 2024 |